# Skikda
Skikda (cunoscut sub denumirea de Philippeville, de la fondarea sa în 1838 până în 1962)  este un oraș  situat în partea de nord a Algeriei,port la Marea Mediterană. Este reședința  provinciei  Skikda.